# 푸타엔도
푸타엔도(스페인어: Putaendo)는 칠레 발파라이소 주 산펠리페데아콩카과 현의 코무나이다.